# Костянтин II (цар Імереті)
Костянтин II (груз. კონსტანტინე; 1358/1360 — 1401) — цар Імереті у 1396—1401 роках.

## Життєпис
Походив з династії Багратіоні. Другий син Баграта, еріставі Шорапані, і донька Кваркваре I Джакелі, атабека Самцхе. Відомостей про Георгія обмаль.
1392 року після загибелі брата Георгія, еріставі Імереті, в битві проти Вамека I Дадіані, князя Мегрелії, разом з небожем Деметре втік до балкарців.
1396 року, скориставшись складнощами грузинського царя Георгія VII, що вів запеклі війни проти чагатайського аміра Тимура, повернувся до Імереті, де зайняв Кутаїсі. тут коронувався царем. Не був визнаний в цьому статусі князями Мегрелії та Гурії, з якими почав запеклі війни. Також здійснив похід до Сванетії.
Зрештою Костянтин II загинув у 1401 році в битві при Чалагані проти Мамії II Дадіані, князя Мегрелії. Імеретію знову зайняв Георгій VII.